# Решение Дональда
«Решение Дональда» (англ. Donald's Decision) — четырёхминутный образовательный короткометражный анимационный фильм 1942 года, снятый Walt Disney Studios для Национального совета по кинематографии Канады. Фильм был показан в кинотеатрах 11 января 1942 года в рамках серии из четырёх фильмов, направленных на то, чтобы канадская публика покупала военные облигации во время Второй мировой войны.
Хотя фильм снимался до нападения на Перл-Харбор, он является примером пропагандистского фильма о Второй мировой войне.

## Роли озвучивали
- Кларенс Нэш — Дональд Дак
- Тельма Бордман — ангел Дональда
- Дон Броди — дьявол Дональда

## Реакция
Будучи предназначенным для театральной аудитории, «Решение Дональда» вместе с другими тремя фильмами в серии были эффективным средством донесения своего послания до канадцев через их местный комитет по военным сбережениям. Когда Америка вступила в войну, эти фильмы были позже выпущены в рамках восьми кампаний по облигациям в Соединенных Штатах.

## Выпуск
Этот короткометражный фильм также был выпущен 18 мая 2004 года в составе сборника Walt Disney Treasures: Walt Disney on the Front Lines.